# علاقة شال
علاقة شال هي علاقة رياضية ذات صلة مباشرة بالمتجهات أنشأها الرياضياتي شال بعد بحث مضني ومتواصل من قبله و من قبل العالم الرياضياتي فيتاغورس.

## العلاقة
إذا كانت a وb وc ثلاث نقط من المستوى فإن:
{\displaystyle {\vec {bc}}}+{\displaystyle {\vec {ab}}}={\displaystyle {\vec {ac}}}
مثال:
```

```

{\displaystyle {\vec {F2}}}+{\displaystyle {\vec {F1}}}={\displaystyle {\vec {Fr}}}